# Малайбалай
Малайбалай (ілок. Malaybalay) — адміністративний центр філіппінської провінції Букіднон.

## Географія
Громада розташовується у центральній частині острова Мінданао.

### Клімат
Місто знаходиться у зоні, котра характеризується вологим тропічним кліматом. Найтепліший місяць — квітень із середньою температурою 23.9 °C (75 °F). Найхолодніший місяць — січень, із середньою температурою 21.7 °С (71 °F).
| Клімат Малайбалая       | Клімат Малайбалая | Клімат Малайбалая | Клімат Малайбалая | Клімат Малайбалая | Клімат Малайбалая | Клімат Малайбалая | Клімат Малайбалая | Клімат Малайбалая | Клімат Малайбалая | Клімат Малайбалая | Клімат Малайбалая | Клімат Малайбалая | Клімат Малайбалая |
| Показник                | Січ.              | Лют.              | Бер.              | Квіт.             | Трав.             | Черв.             | Лип.              | Серп.             | Вер.              | Жовт.             | Лист.             | Груд.             | Рік               |
| Середній максимум, °C   | 27                | 28                | 29                | 30                | 29                | 28                | 28                | 28                | 28                | 28                | 28                | 28                | 28                |
| Середня температура, °C | 22                | 22                | 23                | 24                | 24                | 24                | 23                | 23                | 23                | 23                | 23                | 23                | 23                |
| Середній мінімум, °C    | 17                | 17                | 17                | 18                | 19                | 19                | 18                | 18                | 18                | 18                | 18                | 18                | 17                |
| Норма опадів, мм        | 137               | 106               | 112               | 124               | 263               | 324               | 292               | 263               | 327               | 288               | 186               | 168               | 2589              |
| ----------------------- | ----------------- | ----------------- | ----------------- | ----------------- | ----------------- | ----------------- | ----------------- | ----------------- | ----------------- | ----------------- | ----------------- | ----------------- | ----------------- |
| Джерело: Weatherbase    |                   |                   |                   |                   |                   |                   |                   |                   |                   |                   |                   |                   |                   |